# Sheopur (district)
Sheopur is een district van de Indiase staat Madhya Pradesh. Het district telt 559.715 inwoners (2001) en heeft een oppervlakte van 6585 km².
Hoofdstad: Bhopal
Districten: